# 劉德仁 (足球運動員)
劉德仁（1994年6月1日—），男，生於香港，香港足球運動員，司職中場，現時效力香港超級聯賽球會佳聯元朗。

## 球員生涯
2013年夏天，他隨甲組球會公民，結果他獲公民教練給予其首份職業合約。
直到在2014年夏天，公民選擇不參戰新組成的職業聯賽港超聯，留在甲組聯賽角逐後，劉德仁轉會至丙組球會中西區，並成功協助球會取得升班資格，同時成為隊內的助攻王。
2016年夏天，劉德仁獲推薦往由中超球會廣州富力出資及組建的港超聯球會R&F富力試腳，並且在一個星期試訓都表現出色，成功獲富力錄用。9月18日，他在作客標準灝天的高級組銀牌初賽首度上陣，至57分鐘被換出，最終富力以0–1落敗。
球季結束後，他隨富力助教梁志榮轉會至新組成的港超聯球會夢想FC，並在9月24日對標準流浪的高級組銀牌首圈後備入替，首度為夢想上陣，但結果夢想以互射十二碼4–5落敗。
球季結束後，劉德仁加盟港超聯的新升班球會凱景。
2019年夏天，劉德仁加盟另一支港超聯球會佳聯元朗。
2020年疫情問題、退出港超舞台、加入甲組球會中西區、經過數年學習、2025一26年球季成為球會經理.

## 外部連結
- Lau Tak Yan （页面存档备份，存于）
- Lau Tak Yan （页面存档备份，存于）